# Li Ka-shing
Li Ka Shing, (李嘉誠, Lǐ Jiāchéng født 13. juni 1928 i Chaozhou i provinsen Guangdong i Kina), er verdens rigeste person af kinesisk baggrund, og er blevet rangeret som den 10. rigeste person i verden af Forbes Magazine. Han er formand for Cheung Kong Holdings i Hongkong.

## Biografi
Li Ka-shing flygtede i 1940 fra japanske besættelsesstyrker til Hong Kong. Han grundlagde sin første virksomhed, Cheung Kong (Long River) i en alder af 19 år. Den producerede kunstige blomster, plast, der blev eksporteret, primært til USA. Efter kun tolv år havde virksomheden en omsætning på ti millioner Hong Kong dollars om året.
Ved vellykkede investeringer har han mangedoblet formuen.
Han ejer andele i mange af verdens største containerhavne, for eksempel i Hongkong, Kina, Rotterdam, Panama og Bahamas. I 1972 blev Cheung Kong Holdings børsnoteret. I 1979 fik han aktiemajoriteten i Hutchison Whampoa Limited.
1. ↑  Navnet er anført på engelsk og stammer fra Wikidata hvor navnet endnu ikke findes på dansk.
2. ↑  Navnet er anført på svensk og stammer fra Wikidata hvor navnet endnu ikke findes på dansk.